# Поливаново (Рязанская область)
Поливаново — село в Захаровском районе Рязанской области, входит в состав Большекоровинского сельского поселения.

## География
Село расположено на берегу реки Пачога в 10 км на юго-запад от центра поселения села Большое Коровино и в 29 км на северо-запад от райцентра села Захарово.

## История
В приправочных книгах 1616 года Поливаново значится пустошью. По окладным книгам 1676 года оно уже именуется селом с Дмитриевской церковью, при которой показано 77 приходских дворов, в том числе 15 дворов боярских. В 1755 году показано 104, а в 1768 году 136 дворов. Построенная в 1769 году помещиком Андреем Ивановичем Кувязевым церковь именуется уже Федоровской, с приделом Дмитриевским. В 1864-66 годах построена церковь с тремя престолами, в настоящей в честь иконы Божьей Матери Феодоровской, освящен в 1875 году, в приделах — в честь св. Великомученика Димитрия и св. мучеников Флора и Лавра.  
В XIX — начале XX века село входило в состав Окуньковской волости Михайловского уезда Рязанской губернии. В 1905 году в селе было 86 дворов.
С 1929 года село являлось центром Поливановского сельсовета Больше-Коровинского района Рязанского округа Московской области, с 1937 года — в составе Рязанской области, с 1956 года — в составе Захаровского района, с 2005 года — в составе Большекоровинского сельского поселения.

## Население
| 1859 | 1897 | 1905 | 2010 | 2023 |
| ---- | ---- | ---- | ---- | ---- |
| 539  | ↗672 | ↗847 | ↘156 | ↘154 |